# Mahogany Rush
Mahogany Rush je kanadská rocková skupina, jejímž frontmanem je Frank Marino. Skupina byla populární v 70. letech 20. století. Členové skupiny byli Paul Harwood (baskytara), Jimmy Ayoub (bicí), Frank Marino (kytara, zpěv) a jeho bratr Vince Marino (kytara).

## Diskografie
- 1972: Maxoom
- 1974: Child of the Novelty
- 1975: Strange Universe
- 1976: Mahogany Rush IV
- 1977: World Anthem
- 1978: Live
- 1979: Tales Of The Unexpected
- 1980: What's Next
- 1981: The Power of Rock and Roll
- 1982: Juggernaut
- 1987: Full Circle
- 1988: Double Live
- 1990: From the Hip
- 1997: Dragonfly-Best of Mahogany Rush
- 2000: Eye of the Storm
- 2004: Real Live!